# Саркандський район
Сарка́ндський район (каз. Сарқан ауданы, рос. Саркандский район) — адміністративна одиниця у складі Жетисуської області Казахстану. Адміністративний центр — місто Сарканд.

## Населення
Населення — 40259 осіб (2021; 41016 у 2009, 47808 у 1999, 64575 у 1989).
Національний склад (станом на 2010 рік):
- казахи — 32601 особа (78,00%)
- росіяни — 8027 осіб (19,21%)
- татари — 449 осіб
- німці — 238 осіб
- чеченці — 182 особи
- уйгури — 59 осіб
- українці — 37 осіб
- узбеки — 28 осіб
- киргизи — 25 осіб
- корейці — 24 особи
- азербайджанці — 13 осіб
- греки — 8 осіб
- турки — 7 осіб
- дунгани — 6 осіб
- білоруси — 3 особи
- інші — 89 осіб

## Історія
Район був утворений 1928 року. 28 лютого 1997 року до складу району увійшла частина території ліквідованого Бурлютобинського району (Лепсинська селищна адміністрація, Карашиганський, Кокжидинський та Коктерецький сільські округи). 1998 року до складу району були включені територія Аксуського району площею 975,10 км² та територія Алакольського району площею 13262,54 км².

## Склад
До складу району входять 12 сільських округів та 1 міська адміністрації:
| Поселення                        | Площа, км² | Населення, осіб (1989) | Населення, осіб (1999) | Населення, осіб (2009) | Населення, осіб (2021) | Центр                  | Населені пункти |
| -------------------------------- | ---------- | ---------------------- | ---------------------- | ---------------------- | ---------------------- | ---------------------- | --------------- |
| Саркандська міська адміністрація | -          | 20913                  | 16003                  | 14847                  | 18504                  | Сарканд                | 2               |
| Алмалинський сільський округ     | -          | 4884                   | 4125                   | 4044                   | 3864                   | Алмали                 | 2               |
| Аманбоктерський сільський округ  | -          | 1208                   | 677                    | 570                    | 451                    | Аманбоктер             | 2               |
| Амангельдинський сільський округ | -          | 4559                   | 2718                   | 1965                   | 1570                   | Пограничник            | 3               |
| Бакалинський сільський округ     | -          | 2602                   | 2022                   | 1631                   | 1617                   | Бакали                 | 3               |
| Єкіашинський сільський округ     | -          | 3683                   | 3283                   | 2979                   | 2426                   | Єкіаша                 | 2               |
| Карабогетський сільський округ   | -          | 2682                   | 1928                   | 1408                   | 1491                   | Карабогет              | 2               |
| Карашиганський сільський округ   | -          | 2034                   | 1444                   | 1279                   | 924                    | імені Мукана Тулебаєва | 3               |
| Койлицький сільський округ       | -          | 4247                   | 3501                   | 3257                   | 2641                   | Койлик                 | 1               |
| Коктерецький сільський округ     | -          | 2104                   | 1158                   | 791                    | 582                    | Коктерек               | 1               |
| Лепсинський сільський округ      | -          | 7650                   | 5336                   | 3721                   | 2694                   | Лепси                  | 7               |
| Черкаський сільський округ       | -          | 6654                   | 4606                   | 3783                   | 2968                   | Черкаськ               | 6               |
| Шатирбайський сільський округ    | -          | 1355                   | 1007                   | 741                    | 527                    | Шатирбай               | 1               |

## Найбільші населені пункти
| № | Населений пункт | Населення, осіб (1989) | Населення, осіб (1999) | Населення, осіб (2009) | Населення, осіб (2021) |
| - | --------------- | ---------------------- | ---------------------- | ---------------------- | ---------------------- |
| 1 | Сарканд         | 20 913                 | 15 347                 | 14 305                 | 17 907                 |
| 2 | Алмали          | 4 099                  | 3 455                  | 3 361                  | 3 276                  |
| 3 | Койлик          | 4 247                  | 3 501                  | 3 257                  | 2 641                  |
| 4 | Єкіаша          | 3 122                  | 2 776                  | 2 592                  | 2 113                  |
| 5 | Лепси           | 5 752                  | 3 842                  | 2 567                  | 2 111                  |
| 6 | Карабогет       | 2 008                  | 1 718                  | 1 274                  | 1 345                  |
| 7 | Бакали          | 1 804                  | 1 399                  | 1 149                  | 1 117                  |
| 8 | Каргали         | 1 910                  | 1 538                  | 1 278                  | 1 074                  |